# Noviini
I Noviini Ganglbauer, 1899, sono una tribù di insetti dell'ordine dei Coleotteri (famiglia Coccinellidae, sottofamiglia Coccidulinae), comprendente specie di piccole dimensioni.

## Descrizione
I Noviini hanno corpo di piccole dimensioni, dell'ordine di 3 mm di lunghezza, convesso, ricoperto da una peluria, con livree a tinte rossastre e maculature nere. Contrariamente alle altre specie della sottofamiglia Coccidulinae, i Noviini hanno antenne non particolarmente lunghe, composte da 8 articoli (11 negli altri Coccidulinae) e tarsi trimeri (tetrameri o criptotetrameri negli altri Coccidulinae).

## Sistematica
La collocazione sistematica dei Noviini è alquanto controversa. Nell'originaria classificazione, la tribù faceva parte del grande raggruppamento formato dai Coccinellinae, fino alla revisione di SASAJI (1968) e alle integrazioni successive (GORDON, FÜRSCH, KOVÁR) . A titolo d'esempio si citano posizioni incerte , l'inserimento negli Scymninae , negli Ortaliinae , nei Chilocorinae .
La posizione più accreditata sarebbe in ogni modo quella proposta da FÜRSCH  adottata in molte fonti bibliografiche.
La tribù comprende cinque generi:
- Anovia
- Eurodolia
- Novius
- Rodolia
- Vedalia